# تحصیل دریجی
تحصیل دریجی (به انگلیسی: Dureji Tehsil) یک تحصیل در پاکستان است که در ایالت بلوچستان واقع شده‌است.